# تپه قلعه کهنه
تپه قلعه کهنه مربوط به سده‌های متاخر دوران‌های تاریخی پس از اسلام است و در شهرستان مسجد سلیمان، بخش اندیکا، دهستان چلو، شمال روستای سربازار واقع شده و این اثر در تاریخ ۲۶ اسفند ۱۳۸۷ با شمارهٔ ثبت ۲۵۹۹۳ به‌عنوان یکی از آثار ملی ایران به ثبت رسیده است.